# Reprise (Musik)
Reprise (französisch reprise ‚Wiederaufnahme‘) bezeichnet in der Musik in einem allgemeineren Sinn die Wiederholung eines Formteils (siehe z. B. Carl Philipp Emanuel Bach, Sonaten für Clavier mit veränderten Reprisen Wq 50 [1758–59]) und in engerem Sinn die Wiederaufnahme des Anfangs (englisch recapitulation), u. a. in dreiteiligen Formen (A-B-A) oder in der Sonatenhauptsatzform.
Im 18. Jahrhundert wurde der Begriff für das Wiederholungszeichen selbst verwendet.